# Tetoviranje
Tetoviranje je trajno unošenje mastila različitih boja u kožu uz pomoć posebno izrađenih igli. Tetoviraju se uglavnom ljudi i to iz estetskih, ritualnih, običajnih i društvenih razloga. Životinje se tetoviraju u svrhu označavanja vrste za uzgoj, vlasništvo, selekciju i zdravstvene svrhe.

## Istorija tetoviranja
Prezervirani tatui na antičkim mumifikovanim ljudskim ostacima pokazuju da je tetoviranje bilo zastupljeno širom sveta tokom mnogih vekova. Godine 2015, naučno preispitivanja starosti dve najstarije poznate tetovirane mumije identifikovalo je Ecija kao najstariji trenutno poznati primer. Njegovo telo, sa 61 tatua, je nađeno ugrađeno u glečerski led u Alpima, i datirano je na 3250. p. n. e.. Godine 2018, najstariji figurativni tatui na svetu su otkrivene na dve mumije iz Egipta koje su datirane na između 3351 i 3017. p. n. e..
Drevno tetoviranje je bilo najšire praktikovano među Austronezijskim narodima. To je bilo jedno od ranih tehnoloških razvoja Proto-Austronezijaca u Tajvanu i obalskoj Južnoj Kini pre 1500. p. n. e., pre Austronežanske ekspanzije na ostrva Indo-Pacifika. Moguće je da je ono originalno bilo asocirano lovom na glave. Tradicije tatoviranja, uključujući tatoviranje lica, mogu se naći među svim Austronezijskim podgrupama, uključujući Tajvanske starosedeoce, ostrvljane jugoistočne Azije, Mikronezijce, Polinežane, i Malgaše. Austronezijci koriste karakterističnu tehniku bušenja kože, koristeći malj i oštar alat izrađen od Citrus trnja, riblje kosti, kosti, i ostriga. Maorskih plemena s Novog Zelanda imaju facijalne tetovaže, a smatra se da reč tetovaža (eng. Tattoo) dolazi od njihove reči tatau. U srpski jezik reč "tetovaža" ušla je preko francuskog oblika фр. tatouage Japanci se tetoviraju takozvanim "irezumi" tetovažama, koje su takođe facijalne, što je japanska tradicija.
Poznato je da je tetoviranje različitih delova tela rasprostranjeno širom svijeta, počevši od Afrike (Berberska plemena, Južne Amerike (indijanska plemena), Kine itd. U savremeno doba tetoviranje ne poznaje granice i ljudi se tetoviraju u svim delovima svijeta. Ponekad je tetoviranje i simbol represije kao kod Jevreja za vreme Drugog svetskog rata, kada su nacisti ljude u koncentracionim logorima obeležavali tetoviranjem brojeva na podlaktice.

## Nuspojave tetoviranja
Tetoviranje kao proces zabadanja igle u kožu s unosom pigmenta samo po sebi već je vrsta napada na organizam, te pri tetoviranjima u kojima nisu zadovoljeni svi sanitetski uslovi može doći do pojave različitih bolesti:
- tetanus
- HIV virus
- hepatitis
- herpes
- druge infekcije.

Tetovaže je nemoguće ili veoma teško ukloniti. Pri odstranjivanju ostaju vidljivi ožiljci na koži pa se češće pribegava prikrivanju tetovaža nekom novom tetovažom. Iako moderna medicina sve više omogućuje neprimetnije odstranjivanje tetovaža, one zbog svog hemijskog sastava i načina izrade uvijek ostanu delimično vidljive.
Ljudi koji se podvrgnu tetoviranju na vidljivim mestima, naročito licu, znaju biti predmet poruge i otežane integracije u društvo i njegove norme.

## Izbor tattoo studija
Osim korišćenja Univerzalnih postupaka i zakona koji zahtevaju da se maloletnici tetoviraju samo sa dopuštenjem roditelja, postoji nekoliko regulativa koje pokrivaju tetoviranje. Tattoo saloni moraju da poseduju licencu; to se dešava kada se umetnici kvalifikuju pohađanjem tečaja u zdravstvenom odeljenju o prenošenju infektivnih bolesti i nakon što prođu ispit, ali poslovanja se ne proveravaju redovno. (Legalizacija dopušta svakome da kupi mašinicu za tetoviranje, dobije licencu i započne sa tetoviranjem bilo da poseduje umetničku sposobnost ili ne – situacija kojoj se tattoo umetnici protive.)
- Izbor tattoo umetnika je najčešće najbitniji faktor. Pri odlasku u neki od studija bitno je videti fotografije tetovaža koje su delo tog majstora. To je kao neki dokaz da majstor radi a ne da ste mu vi prvi (eksperiment). Sama fotografija može mnogo da vam kaže. Pored fotografija znajte da jedino što vam još više može biti garant da je majstor iskusan je videti neki njegov rad uživo. Slike se mogu kompjuterski doterati i uglavnom se slikaju dok su sveže. Kod dobrih majstora tetovaže obično izgledaju mnogo bolje uživo dok je kod onih lošijih obrnuto. Takođe od majstora možete dobiti dosta korisnih saveta, i treba ih tražiti ili pitati za mišljenje.

## Razlozi tetoviranja
Ljudi se tetoviraju iz različitih razloga, najčešće ličnih, ali i zbog društvenih normi: pojedine bande imaju svoje tetovaže (američke bande, japanska mafija - Jakuze), pojedine religije, narodi (Maori, Berberi), kao i zatvorenici.
Kod životinja tetoviranje se vrši u svrhu identifikacije. (psi se tetoviraju na uhu), ali i iz zdravstvenih razloga (npr. psi koji imaju bijele njuške tetoviraju se zbog podložnosti sunčevoj svjetlosti).

## Simbolizam i značenje tattoo motiva
Praksa tetoviranja znači različite stvari u različitim kulturama. U ranoj praksi, čini se da je dekoracija bila najuobičajeniji motiv za tetoviranje, a to važi i danas. U nekim kulturama, tetovaže su služile kao identifikacija za rang ili status nosioca u grupi. Na primer, rani Rimljani su tetovirali robove i kriminalce. Tahićanske tetovaže su služile kao obredi prolaska, pričajući istoriju o životu nosioca. Dečaci koji su ulazili u muževno doba primali su jednu tetovažu kako bi se obeležila ta prilika, dok su muškarci radili drugi stil kada su se ženili. Mornari koji su putovali u egzotične strane zemlje počeli su da prikupljaju tetovaže kao suvenire sa svojih putovanja, a tattoo saloni su nicali u lučkim gradovima na celoj zemaljskoj kugli.
Tattoo umetnici kažu da vole rad po narudžbini – izazovniji je i umetnički zadovoljavajući za stvaranje nečeg novog pre nego korišćenje flesa za reprodukovanje otrcane slike kao što su tribal ili kinesko slovo. Mnogi ljudi žele da imaju tetovažu koja nosi njihovu ličnu poruku i ima posebno značenje i vrednost za njih, međutim ima dosta ljudi koji se tetoviraju iz trenda ili nekih drugih razloga. Smatra se da ne treba praviti ovakvu podelu jer svako zna šta želi (ili bi trebalo da zna). Često istetovirane osobe nailaze na pitanja ljudi tipa:"A šta ti to znači?". Bez obzira što je tetovaža lična stvar i što ne mora ništa da znači, ti ljudi su donekle u pravu. Mnoge slike nose svoju simboliku i imaju neko značenje. Često isti crteži mogu imati i totalnu drugu simboliku, sve zavisi sa koje se strane gleda i u kom okruženju. Za neke crteže postoje razna tumačenja vezana za religiju, mitologiju, istoriju, razne grupe i ideale, zemlje, različite kulture i običaje. Neke motive su pak prihvatile određene grupe, što ne znači da one nužno moraju biti simbol te ideologije. Na primer, među Katolicima Hercegovine sicanje predstavlja tradicionalni vid zaštitne tetovaže kojim bi se deca podsećala na svoje hrišćansko poreklo; glavni stav hrišćanstva je da su, pak, tetovaže nehrišćanske te da nisu u skladu sa verom.

## Neželjena dejstva tetoviranja
U prvoj velikoj studiji te vrste, objavljenoj 2024. godine, otkriveno je da tetoviranje povećavaju rizik od razvoja zloćudnog (malignog) limfoma za oko 20% kod tetoviranih osoba u poređenju sa onima bez tetovaža. Uzrok tome je mastilo za tetoviranje koje često sadrži karcinogene i, koji kada se nanesu na kožu, izazivaju imunološki odgovor organizma. U analiziranim podgrupama tipova limfoma, najveći rizici od oko 30% pronađeni su za difuzni limfom velikih B-ćelija i folikularni limfomkod tetoviranih naspram netetoviranih osoba.
Nisu pronađeni dokazi da se rizik od zloćudnog limfoma povećava sa većom površinom ukupne tetovirane površine tela.

## Literatura
- Buckland, A. W. (1887) "On Tattooing", in Journal of the Royal Anthropological Institute of Great Britain and Ireland, 1887/12, p. 318–328
- Caplan, Jane (ed.) : Written on the Body: the Tattoo in European and American History. Princeton University Press. 2000.
- DeMello, Margo (2000). Bodies of Inscription: a Cultural History of the Modern Tattoo Community.. California. Durham NC: Duke University Press
- Fisher, Jill A. (2002). „Tattooing the Body, Marking Culture”. Body & Society. 8 (4): 91—107. doi:10.1177/1357034x02008004005.
- Gell, Alfred (1993). Wrapping in Images: Tattooing in Polynesia. Oxford: Clarendon Press.
- Gilbert, Stephen G (2001). Tattoo History: a Source Book. New York: Juno Books.
- Gustafson, Mark (1997) "Inscripta in fronte: Penal Tattooing in Late Antiquity", in Classical Antiquity, April 1997, Vol. 16/No. 1, pp. 79–105
- Hambly, Wilfrid Dyson (1925). The History of Tattooing and Its Significance: With Some Account of Other Forms of Corporal Marking. reissued: Detroit 1974.. London: H. F. & G. Witherby
- Hesselt van Dinter, Maarten (2005). The World of Tattoo; An Illustrated History. ISBN 978-90-6832-192-0.. Amsterdam, KIT Publishers
- Jones, C. P. (1987) "Stigma: Tattooing and Branding in Graeco–Roman Antiquity", in Journal of Roman Studies, 77/1987, pp. 139–155
- Juno, Andrea. Modern Primitives. ISBN 978-0-9650469-3-0.. Re/Search #12 (October 1989).
- Kächelen, Wolf-Peter. Tatau und Tattoo – Eine Epigraphik der Identitätskonstruktion. 2004. ISBN 978-3-8322-2574-2.. Shaker Verlag, Aachen. .
- Lombroso, Cesare (1896) "The Savage Origin of Tattooing", in Popular Science Monthly, Vol. IV., 1896
- Pang, Joey (2008) "Tattoo Art Expressions"
- Raviv, Shaun (2006) "Marked for Life: Jews and Tattoos" (Moment Magazine; June 2006)
- „"Comparative study about Ötzi's therapeutic tattoos" (L. Renaut, 2004, French and English abstract)”.
- Robley, Horatio (1896). Moko, or, Maori tattooing. London: Chapman and Hall.
- Roth, H. Ling (1901) "Maori tatu and moko". In: Journal of the Anthropological Institute vol. 31, January–June 1901
- Rubin, Arnold (ed.) (1988) Marks of Civilization: Artistic Transformations of the Human Body, Los Angeles: UCLA Museum of Cultural History
- Sanders, Clinton R (1989). Customizing the Body: the Art and Culture of Tattooing. Philadelphia: Temple University Press.
- Sinclair, A. T. (1909) "Tattooing of the North American Indians", in American Anthropologist 1909/11, No. 3, p. 362–400
- Thompson, Beverly Yuen (2015). Covered in Ink: Tattoos, Women and the Politics of the Body. New York University Press. ISBN 9780814789209. Архивирано из оригинала 27. 09. 2018. г. Приступљено 28. 04. 2019.
- Wianecki, Shannon (2011) "Marked" Maui No Ka 'Oi Magazine.
- Green, Terisa. Ink: The Not-Just-Skin-Deep Guide to Getting a Tattoo. ISBN 978-0-451-21514-7.
- Green, Terisa (2003). The Tattoo Encyclopedia: A Guide to Choosing Your Tattoo. ISBN 978-0-7432-2329-4.
- Kraków, Amy (1994). Total Tattoo Book. ISBN 978-0-446-67001-2.
- CDC's Position on Tattooing and HCV Infection, Centers for Disease Control and Prevention, Приступљено 12. 6. 2006
- Body Art (workplace hazards), National Institute for Occupational Safety and Health, Приступљено 15. 9. 2008
- „Tattoos and Permanent Makeup”, CFSAN/Office of Cosmetics and Colors (2000; updated 2004, 2006), United States Food and Drug Administration, Приступљено 12. 6. 2006
- Haley, R. W.; Fischer, R. P. (mart 2000). „Commercial tattooing as a potential source of hepatitis C infection”. Medicine. 80 (2): 134—151. PMID 11307589. doi:10.1097/00005792-200103000-00006.
- Paola Piccinini; Laura Contor; Ivana Bianchi; Chiara Senaldi; Sazan Pakalin (2015). Safety of tattoos and permanent make-up: Final report. Publications Office. ISBN 978-92-79-58783-2. doi:10.2788/011817.